# Capa (nàutica)

Esquema mostrant un veler amb major i floc a la capa. Vegeu posició de les veles i timó.

Aplicada als vaixells l'expressió navegar a la capa indica la tècnica de lluitar contra el vent i les ones procurant reduir la velocitat i orientant les veles i el timó de manera que el rumb del vaixell sigui el més aproat possible.
Navegar a la capa, posar-se a la capa, aguantar-se a la capa, anar a la capa, són les expressions marineres tradicionals per a designar aquesta tècnica de navegació.

## Aspectes generals
Considerant una àrea marítima amb ones, aquestes tenen una certa velocitat de desplaçament. En navegar en contra de les ones la freqüència aparent augmenta. Contràriament, navegar a favor fa que la freqüència aparent minvi. Amb mar arborada (ones grosses) i vent fort, navegar a la capa permet que el vaixell rebi les ones amb una freqüència reduïda i, per tant, pugui resistir-les millor.

Velocitat de desplaçament de les ones.

## Formes de capejar
En funció de les formes, dimensions i aparell d'un vaixell i segons l'estat de la mar hi ha diverses tècniques de capejar una tempesta.

### Sloops
En la seva forma més típica l'aparell d'un sloop es redueix a un arbre amb una vela mestra i un floc. Amb la vela mestra arrissada (o una vela mestra de capa) i un floc arrissat (o un floc de capa) la maniobra queda representada a la figura. El floc es caça a la banda de sobrevent, la major es caça a la banda de sotavent i el timó es disposa en posició d'orsar.

### Quetxs i iols
Els quetxs i iols disposen de dos arbres i permeten més combinacions a l'hora de capejar. Una possibilitat és arriar la vela major i navegar amb un floc arrissat (o un floc de capa) i la vela de mitjana.

### Fragates de vela i similars

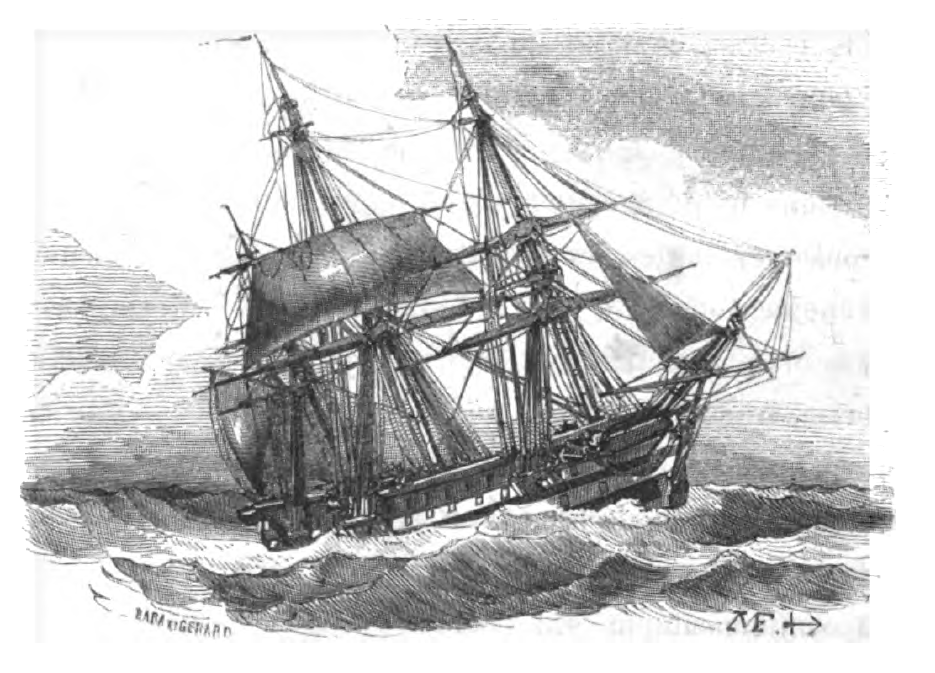
Navili de línia a la capa. Gravat d' Antoine Léon Morel-Fatio.

En els vaixells més grans amb dos, tres o més arbres i una munió de veles, les combinacions possibles són moltes.
Segons la referència adjunta (Cartilla marítima para la instruccion de los Caballeros Guardias Marinas de Miguel Roldán. 1831.) hi ha diverses maneres de capejar:
- amb la vela mestra[8]
- amb vela de trinquet i mestra
- amb vela de trinquet, mestra i mitjana
- amb vela de mitjana
- amb vela de mitjana, vela d'estai mestra i contrafloc
- amb gàbia arrissada, vela de trinquet i vela de mitjana
- amb gàbia, mitjana i contrafloc
  - aquest és el sistema representat en el gravat adjunt: hi ha una vela central (la gàbia mestra), una vela a proa (el contrafloc) i una vela a popa (la cangrea); el conjunt queda equilibrat, amb una superfície vèlica reduïda i amb el vaixell desplaçant-se a una velocitat mínima.

## Veles de capa
Són veles reforçades i més petites que les habituals, adequades per a navegar a la capa.

## Velers moderns
Les tècniques tradicionals de navegació en tempestes segueixen sent d'utilitat amb els iots moderns. Hi ha articles i estudis que comparen les diverses pràctiques possibles.

### Estadístiques
Navegar a la capa és un sistema que ha resultat efectiu per a iots sotmesos a condions de tempesta, amb vents de força 10 o superiors (89-102 km/h). En la “tempesta de l'aniversari de la reina” (juny de 1994) tots els iots que la capejaren varen sobreviure sense grans incidents. El Sabre, un cúter d'acer de 34 peus (10.3 m d'eslora) amb dos tripulants, va anar a la capa sis hores amb vents de 80 nusos sense danys sensibles.
En la malhaurada regata Fastnet de 1979, entre 300 iots, 158 seguiren tàctiques de tempesta: 86 provaren de resistir a “pal sec” (sense veles hissades) procurant aproar-se al vent i les ones, 46 corregueren a favor del vent (a pal sec o deixant anar àncores flotants) i 26 decidiren anar a la capa.
Més de 100 iots bolcaren de costat, posant el pal a l'aigua. Setanta-set posaren la quilla al sol un cop pel cap baix. Cap dels iots que decidiren anar a la capa experimentaren aquests accidents ni patiren danys seriosos.